# 아사코 (영화)
《아사코》(일본어: 寝ても覚めても, 영어: Asako I & II)는 2018년 9월에 개봉한 일본의 로맨스, 드라마 영화이다. 시바사키 도모카의 원작 소설을 바탕으로 하마구치 류스케 감독이 연출하였고, 타나카 사치코와 하마구치 류스케가 각본을 맡았다. 일본에서는 2018년 9월 1일에, 프랑스에서는 2019년 1월 2일에, 대한민국에서는 2019년 3월 14일에 개봉되었다.

## 줄거리
I. 강렬했다. 누구에게나 처음이 그렇듯... 첫사랑 ‘바쿠’와 함께 하는 모든 날이 특별했던 ‘아사코’. 설레지만 불안하고 뜨겁지만 자유로운 영혼이었던 바쿠는 어느 날, 다시 돌아온다는 짧은 말만 남긴 채 아사코를 떠나갔다.
II. 편안했다. 다시 시작할 수 있어서... 우연일까? 운명일까? 첫사랑 바쿠와 똑같은 외모의 ‘료헤이’를 만나게 된 아사코. 겉모습만 같을 뿐 공통점 하나 없는 모습에 혼란스럽지만, 자상하고 따뜻한 료헤이의 사랑으로 아사코는 다시 설레는 사랑의 순간을 맞이한다. 그러던 어느 날, 떠나간 첫사랑 바쿠가 갑자기 나타나고 아사코는 흔들리기 시작한다.

## 등장인물
- 이즈미야 아사코(泉谷朝子)

바쿠와 운명적인 사랑을 했다가, 바쿠를 떠나보내고 도쿄로 왔다. 작은 커피숍을 경영하다가 료헤이와 만나 동거를 시작한다.
- 토리이 바쿠(鳥居麦)

아사코가 오사카에서 만난 남자. 아사코와 환상적인 첫 만남을 가진 뒤 낭만적인 사랑을 이어가다 어느 날 다시 돌아온다는 말만 남기고 홀연히 사라져 버린다.
이름의 의미는 '보리'.
- 마루코 료헤이(丸子亮平)

바쿠와 얼굴이 꼭 닮은 남자. 도쿄의 일본술 제조회사에서 일하고 있다. 사교성과 배려심이 깊고 아사코를 헌신적으로 사랑한다.
- 시마 하루요(島春代)

아사코의 오사카 친구. 아사코가 바쿠와 사귀자 '널 울릴 사람', '꿈에서 깨라'며 강하게 반대한다. 싱가포르 남자와 결혼해서 일본을 떠났다가 다시 돌아온다.
- 오카자키 노부유키(岡崎伸行)

아사코의 오사카 친구.
- 스즈키 마야(鈴木マヤ)

아사코의 도쿄 룸메이트. 직업은 배우로 TV와 연극 무대에서 활동한다. 쿠치하시와 나중에 결혼하여 아이를 가진다.
- 쿠치하시(串橋耕介)

료헤이의 도쿄 직장 동료. 과거 배우의 꿈을 꾸었지만 포기한 것 때문에 아쉬움이 있어 실제 배우인 마야와 만났을 때 초면에 마야의 연기를 비판하며 다투었다. 나중에 마야와 결혼한다.
- 히라카와(平川)

료헤이와 아사코 부부가 봉사활동을 해주고 있는 센다이시의 지진 피해 주민. 아사코가 바쿠와 헤어졌을 때 찾아가 도움을 받는다.
- 에이코 숙모(岡崎栄子)

## 출연진
- 히가시데 마사히로 - 바쿠 / 료헤이 역
- 카라타 에리카 - 아사코 역
- 세토 코지 - 쿠시하시 역
- 야마시타 리오 - 마야 역
- 이토 사이리 - 하루요 역
- 와타나베 다이치 - 오카자키 역
- 타나카 미사코 - 에이코 역
- 나카모토 코지 - 히라카와 역